# مود نوغينت
مود نوغينت (بالإنجليزية: Maude Nugent)‏ هي كاتبة غنائية وملحنة أمريكية، ولدت في 12 يناير 1873، وتوفيت في 3 يونيو 1958.

## وصلات خارجية
- مود نوغينت على موقع IMDb (الإنجليزية)
- مود نوغينت على موقع ميوزك برينز (الإنجليزية)
- مود نوغينت على موقع قاعدة بيانات الفيلم (الإنجليزية)